# Świekotki
Świekotki (pronunciación en polaco: /ɕfjɛˈkɔtkʲi/; en alemán: Gottliebshof) es un pueblo ubicado en el distrito administrativo de Gmina Resko, dentro del condado de Łobez, Voivodato de Pomerania Occidental, en el noroeste de Polonia. Se encuentra a unos 4 kilómetros suroeste de Resko, a 22 kilómetros al noroeste de Łobez, y a 66 kilómetros al noreste de la capital regional Szczecin.